# Natación en los Juegos Olímpicos de Londres 2012 – Relevo 4 x 100 metros estilo libre femenino
El evento de relevo 4 x 100 metros estilo libre femenino de natación en los Juegos Olímpicos de Londres 2012 tomó lugar el 28 de julio en el  Centro Acuático de Londres.

## Récords
RM = Récord mundial
RO = Récord olímpico
Los siguientes récords fueron establecidos en estos Juegos Olímpicos:
| Fecha       | Evento | Nombre                                                                                         | Nacionalidad    | Tiempo  | RO | RM |
| ----------- | ------ | ---------------------------------------------------------------------------------------------- | --------------- | ------- | -- | -- |
| 28 de julio | Final  | Alicia Coutts (53.90) Cate Campbell (53.19) Brittany Elmslie (53.41) Melanie Schlanger (52.65) | Australia (AUS) | 3:33.15 | OR |    |

## Resultados

### Heats
| Rank | Heat | Línea | Nombre                        | Nacionalidad                                                                                              | Tiempo  | Notas |
| ---- | ---- | ----- | ----------------------------- | --- | ------- | ----- |
| 1    | 2    | 3     | Australia (AUS)               | Emily Seebohm (54.24) Brittany Elmslie (53.41) Yolane Kukla (54.61) Libby Trickett (54.08)                | 3:36.34 | Q     |
| 2    | 1    | 4     | Estados Unidos (USA)          | Lia Neal (54.15) Amanda Weir (54.37) Natalie Coughlin (54.08) Allison Schmitt (53.86)                     | 3:36.53 | Q     |
| 3    | 2    | 4     | Países Bajos (NED)            | Marleen Veldhuis (54.73) Inge Dekker (53.79) Hinkelien Schreuder (55.62) Femke Heemskerk (53.59)          | 3:37.76 | Q     |
| 4    | 1    | 6     | República Popular China (CHN) | Tang Yi (53.86) Qiu Yuhan (54.85) Wang Haibing (54.14) Wang Shijia (55.06)                                | 3:37.91 | Q     |
| 5    | 1    | 5     | Japón (JPN)                   | Haruka Ueda (54.22) Yayoi Matsumoto (54.23) Miki Uchida (54.47) Hanae Ito (55.14)                         | 3:38.06 | Q     |
| 6    | 2    | 2     | Dinamarca (DEN)               | Pernille Blume (54.44) Mie Nielsen (54.49) Lotte Friis (55.97) Jeanette Ottesen Gray (53.19)              | 3:38.09 | Q     |
| 7    | 1    | 2     | Reino Unido (GBR)             | Amy Smith (54.29) Jess Lloyd (54.53) Caitlin McClatchey (54.64) Rebecca Turner (54.75)                    | 3:38.21 | Q     |
| 8    | 1    | 3     | Suecia (SWE)                  | Sarah Sjöström (54.31) Michelle Coleman (54.14) Ida Marko-Varga (54.57) Gabriella Fagundez (55.19)        | 3:38.21 | Q     |
| 9    | 2    | 5     | Alemania (GER)                | Britta Steffen (54.43) Silke Lippok (55.30) Lisa Vitting (54.77) Daniela Schreiber (54.66)                | 3:39.16 |       |
| 10   | 1    | 7     | Rusia (RUS)                   | Veronika Popova (54.30) Nataliya Lovtsova (55.00) Viktoriya Andreyeva (55.27) Margarita Nesterova (55.02) | 3:39.59 |       |
| 11   | 2    | 6     | Canadá (CAN)                  | Victoria Poon (54.67) Julia Wilkinson (54.38) Samantha Cheverton (54.93) Heather Maclean (55.62)          | 3:39.60 |       |
| 12   | 2    | 7     | Italia (ITA)                  | Alice Mizzau (55.17) Federica Pellegrini (54.28) Laura Letrari (55.74) Erika Ferraioli (54.55)            | 3:39.74 |       |
| 13   | 1    | 8     | Bielorrusia (BLR)             | Aleksandra Gerasimenya (53.85) Svetlana Khokhlova (54.96) Oksana Demidova (55.94) Yuliya Khitraya (55.92) | 3:40.67 |       |
| 14   | 2    | 1     | Nueva Zelanda (NZL)           | Tash Hind (55.93) Penelope Marshall (55.82) Amaka Gessler (55.77) Hayley Palmer (55.03)                   | 3:42.55 |       |
| 15   | 1    | 1     | Hungría (HUN)                 | Ágnes Mutina (56.05) Evelyn Verrasztó (55.80) Éva Risztov (57.81) Eszter Dara (55.13)                     | 3:44.79 |       |
| 16   | 2    | 8     | Grecia (GRE)                  | Theodora Drakou (55.42) Nery Mantey Niangkouara (55.52) Theodora Giareni (57.26) Kristel Vourna (57.35)   | 3:45.55 |       |

### Final
| Rank              | Línea | Nacionalidad                  | Nombres                                                                                          | Tiempo  | Notas |
| ----------------- | ----- | ----------------------------- | ------------------------------------------------------------------------------------------------ | ------- | ----- |
| Medalla de oro    | 4     | Australia (AUS)               | Alicia Coutts (53.90) Cate Campbell (53.19) Brittany Elmslie (53.41) Melanie Schlanger (52.65)   | 3:33.15 | RO    |
| Medalla de plata  | 3     | Países Bajos (NED)            | Inge Dekker (54.67) Marleen Veldhuis (53.80) Femke Heemskerk (53.39) Ranomi Kromowidjojo (51.93) | 3:33.79 |       |
| Medalla de bronce | 5     | Estados Unidos (USA)          | Missy Franklin (53.52) Jessica Hardy (53.53) Lia Neal (53.65) Allison Schmitt (53.54)            | 3:34.24 |       |
| 4                 | 6     | República Popular China (CHN) | Tang Yi (53.58) Qiu Yuhan (54.49) Wang Haibing (54.03) Pang Jiaying (54.65)                      | 3:36.75 |       |
| 5                 | 8     | Reino Unido (GBR)             | Amy Smith (54.27) Francesca Halsall (53.29) Jess Lloyd (54.65) Caitlin McClatchey (54.81)        | 3:37.02 |       |
| 6                 | 7     | Dinamarca (DEN)               | Pernille Blume (54.52) Mie Nielsen (54.04) Lotte Friis (55.72) Jeanette Ottesen Gray (53.24)     | 3:37.45 |       |
| 7                 | 2     | Japón (JPN)                   | Haruka Ueda (54.34) Yayoi Matsumoto (54.52) Miki Uchida (54.43) Hanae Ito (54.67)                | 3:37.96 |       |
| -                 | 1     | Suecia (SWE)                  | Michelle Coleman (54.57) Sarah Sjöström (53.91) Ida Marko-Varga (55.01) Gabriella Fagundez       | DSQ     |       |